# Deutsche Gesellschaft für Prothetische Zahnmedizin und Biomaterialien
Die Deutsche Gesellschaft für Prothetische Zahnmedizin und Biomaterialien (DGPro; vormals Deutsche Gesellschaft für Zahnärztliche Prothetik und Werkstoffkunde DGZPW) ist ein eingetragener, gemeinnütziger Verein zur wissenschaftlichen Förderung der Medizin, insbesondere der Zahn-, Mund- und Kieferheilkunde auf dem Gebiet der Prothetischen Zahnmedizin. Die DGPro ist Mitgliedsgesellschaft der Arbeitsgemeinschaft der Wissenschaftlichen Medizinischen Fachgesellschaften.

## Aufgaben
Unter Berücksichtigung von Grundlagenforschung, Prävention, Diagnostik und Therapie werden entsprechend dem jeweiligen Stand von Wissenschaft und Forschung folgende Aufgaben wahrgenommen:
- Verbreitung der Forschungsergebnisse des In- und Auslandes unter den Mitgliedern der Gesellschaft und anderen Interessenten sowie Förderung des internationalen Austausches von Wissenschaftlern; ebenso Förderung der Verbreitung herausgehobener wissenschaftlicher Forschungsergebnisse von Mitgliedern der Gesellschaft im fremdsprachigen Fachschrifttum
- Kontakt und Austausch mit anderen einschlägigen Wissensgebieten
- Nutzbarmachung wissenschaftlicher Arbeiten auf den Gebieten der prothetisch-restaurativen Zahnheilkunde und der sicheren Anwendung der Werkstoffe, insbesondere von Neuentwicklungen
- Förderung der speziellen Ausbildung und Fortbildung auf allen Teilgebieten durch Fachtagungen, Curricula und Richtlinien
- Förderung der strukturierten, zertifizierten Weiterbildung zum Spezialisten für Prothetische Zahnmedizin.

Aktuell hat die DGPro etwa 1450 Mitglieder, die sich überwiegend aus Universitätsangehörigen, Studierenden und niedergelassenen Zahnmedizinern zusammensetzen. Sitz der Gesellschaft ist derzeit Bonn.

## Geschichte

### Ursprünge
Als weitläufige Vorläufer der heutigen DGPro können der 1926 vom Metallographen Nowack gegründete „Normenausschuss“ und der nahezu zeitgleich auf Betreiben von Fritsch und Thielemann gegründete „Frankfurter Arbeitskreis“ als Zusammenschluss materialkundlich interessierter Wissenschaftler und Zahnärzte angesehen werden. Aus Letzterem ging 1933 durch die Erweiterung der Interessensbereiche die „Arbeitsgemeinschaft für zahnärztliche Materialkunde“ hervor.
1936 wurde in Berlin von Schröder und Schoenbeck die „Arbeitsgemeinschaft für Prothetik und Werkstoffkunde“ ins Leben gerufen, die als direkter Vorläufer der heutigen Gesellschaft angesehen werden muss. Der Zweite Weltkrieg setzte diesen Aktivitäten ein Ende.

### 1951–1990
Um dem wachsenden Bedürfnis der Zahnärzte nach Informationen und Erfahrungsaustausch nach dem Krieg gerecht zu werden, erfolgte am 17. Januar 1951 in Frankfurt/Main eine Rekonstituierung der Arbeitsgemeinschaft für Prothetik und Werkstoffkunde. Die Initiatoren waren die Professoren Falck, Fehr, Fritsch, Kantorowicz und Korkhaus sowie die Doktoren Köhler, Reichel, Selbach, Thielemann und Uhlig. Zum Gründungsvorsitzenden wurde Rehm, Freiburg, gewählt. Später wurde diese Vereinigung als „Deutsche Gesellschaft für Zahnärztliche Prothetik und Werkstoffkunde“ ins Vereinsregister eingetragen.
Bedingt durch die Teilung Deutschlands kam es zwangsläufig zu einer Verselbstständigung der Prothetiker im Osten und 1966 zur Gründung der Arbeitsgemeinschaft, seit 1968 „Gesellschaft für Prothetische Stomatologie der DDR“ (kurz GPST) mit Taege als Vorstand. Auch unter der Vorstandsschaft von Lenz, Musil und Weiskopf wurden Wege gefunden, den Kontakt und Austausch mit den Kollegen aus dem Westen Deutschlands und der DGZPW nicht abreißen zu lassen. Eine besondere Bedeutung kam in diesem Zusammenhang den Symposien auf Schloss Reinhardsbrunn zu.

### Seit 1990
Dies war letztlich nach dem Mauerfall auch die Basis für eine freundschaftliche Annäherung der nahezu 25 Jahre lang parallel existierenden Fachgesellschaften auf dem „dies academicus protheticus“ im Februar 1990 in Berlin, die noch im selben Jahr am 24. Oktober 1990 unter den Vorsitzenden Rossbach, Hannover, und von Schwanewede, Rostock, zur Zusammenführung der GPST und der DGZPW führte. Nach der Vereinigung führte die Gesellschaft den Namen „Deutsche Gesellschaft für Zahnärztliche Prothetik und Werkstoffkunde“.
Auf der Jahreshauptversammlung am 6. November 2009 in München wurde beschlossen, dass die Fachgesellschaft mit dem Namen „Deutsche Gesellschaft für Prothetische Zahnmedizin und Biomaterialien e. V.“ (kurz DGPro) weitergeführt wird.

### Vorsitzende/Präsidenten der DGZPW/DGPro
Seit Gründung waren folgende Hochschullehrer die 1. Vorsitzenden (ab 2010 Präsidenten) der Gesellschaft:
| Amtszeit  | 1. Vorsitzende der DGZPW          |
| --------- | --------------------------------- |
| 1951–1960 | Hans Rehm, Freiburg               |
| 1960–1968 | Hans van Thiel, Köln              |
| 1968–1972 | Rudolf Voss, Köln                 |
| 1972–1976 | Erich Körber, Tübingen            |
| 1976–1978 | Ewald Kraft, München              |
| 1978–1982 | Karl Eichner, Berlin              |
| 1982–1984 | Manfred Hofmann, Erlangen         |
| 1984–1986 | Lorenz Hupfauf, Bonn              |
| 1986–1988 | Till Jung, Hannover               |
| 1988–1990 | Joachim Viohl, Berlin             |
| 1990–1994 | Albrecht Roßbach, Hannover        |
| 1994–1998 | Heinrich von Schwanewede, Rostock |
| 1998–2000 | Klaus Lehmann, Marburg            |
| 2000–2002 | Hubertus Spiekermann, Aachen      |
| 2002–2004 | Thomas Kerschbaum, Köln           |
| 2004–2008 | Reiner Biffar, Greifswald         |
| 2008–2010 | Michael Walter, Dresden           |
| Amtszeit  | Präsidenten der DGPro             |
| 2010–2012 | Michael Walter, Dresden           |
| 2012–2016 | Matthias Kern, Kiel               |
| 2016–2021 | Meike Stiesch, Hannover           |
| seit 2021 | Helmut Stark, Bonn                |

## Aktivitäten
Eine zentrale Aufgabe der Gesellschaft besteht in der Ausrichtung einer Jahrestagung zu jeweils aktuellen Themen des Fachgebietes. Diese werden an jährlich wechselnden Orten durchgeführt, zum Teil auch in Kooperation mit wissenschaftlichen Fachgesellschaften anderer Disziplinen oder regionalen Gesellschaften und Zahnärztekammern. Während die Jahrestagungen eher einer wissenschaftlichen Standortbestimmung gleichkommen, dienen die als Reminiszenz der Reinhardsbrunner Symposien zunächst in Gotha und heute in Eisenach veranstalteten (Herbst-)Symposien dem Wissenstransfer von der Hochschule in die Praxis, der kollegialen Diskussion und der Erarbeitung von Richtlinien bzw. Leitlinien. Unter Federführung der DGPro wurde 2015 eine erste S3-Leitlinie zu „vollkeramischen Kronen und Brücken“ erstellt.
In Kooperation mit der Akademie Praxis und Wissenschaft in der DGZMK veranstaltet die DGPro ein Curriculum Zahnärztliche Prothetik, das der strukturierten Fortbildung niedergelassener Zahnärzte und deren Assistenzärzten dient. Seit 2001 hat die Gesellschaft ein strukturiertes, zertifizierendes Fortbildungsprogramm zum „Spezialisten für Zahnmedizinische Prothetik“ etabliert, das über drei Jahre an einer berechtigten Universitätsklinik zu absolvieren ist und mit einer Prüfung vor einer Kommission der DGPro abschließt.
In Kooperation mit der Ernst-Moritz-Arndt-Universität Greifswald wurde ein in 18 Kurswochenenden über zweieinhalb Jahre berufsbegleitend zu absolvierender Masterstudiengang Zahnmedizinische Prothetik implementiert, der mit einer Thesis zum Master of Science abschließt.
Zur strukturierten, zertifizierenden Fortbildung auf dem Gebiet der Zahnmedizinischen Prothetik gerichts- und privatgutachterlich Tätiger wurde 2008 eine curriculäre Fortbildungsmaßnahme von der DGPro eingerichtet.
Der von der DGPro 2013 erstellte Abschlussbericht zur Überprüfung der Regelversorgung gemäß § 56 Abs. 2 Satz 11 SGB V und weitere Zusatzgutachten führten ab 1. Juli 2016 in Deutschland zur Anerkennung ein- und zweiflügeliger Adhäsivbrücken als altersunabhängige Regelversorgung zum Ersatz einzelner fehlender Schneidezähne.